# Becky Neiman
Becky Neiman é uma animadora americana. Como reconhecimento, foi nomeada ao Óscar 2019 na categoria de Melhor Animação em Curta-metragem por Bao (2018).